# Ober-Liebersbach
Ober-Liebersbach ist der kleinste Ortsteil der Gemeinde Mörlenbach im südhessischen Landkreis Bergstraße.

## Geographie

### Geographische Lage
Ober-Liebersbach liegt nordwestlich von Mörlenbach-Mitte am Oberlauf des namengebenden Bachs, des Liebersbachs, der nach Süden zunächst durch den Nachbarort Nieder-Liebersbach fließt und im Zentrum von Birkenau von rechts in die Weschnitz mündet. Der Ort besteht im Wesentlichen aus einigen verstreut im Tal liegenden landwirtschaftlichen Gehöften, zwischen denen etwas Wohnbebauung entstanden ist. Die Gemarkung beschränkt sich auf das Einzugsgebiet des oberen Liebersbachs. Wald findet sich vornehmlich nördlich der Ortslage bis hin zum Südhang des Großen Köpfchens (376 Meter). Hier liegt der höchste Punkt der Gemarkung bei etwa 350 Meter. Südwestlich von Ober-Liebersbach liegt der Weiler Balzenbach, der zur Stadt Hemsbach in Baden-Württemberg gehört. Dazwischen erhebt sich auf der Landesgrenze der Hinkelstein (ca. 321 m), ein kleines Wäldchen tragend, der durch Erosion aus dem weicheren Gestein der Umgebung herausmodelliert wurde.
Die nächstgelegenen Ortschaften sind im Süden Nieder-Liebersbach, im Südosten Bettenbach und die Kerngemeinde Mörlenbach, im Osten Klein-Breitenbach, im Nordosten Bonsweiher, im Nordwesten Juhöhe und Ober-Laudenbach sowie im Südwesten Balzenbach.

### Geologie
Das Gebiet um Ober-Liebersbach gehört geologisch zum →Weschnitzpluton, welcher als größte Einheit des Kristallinen Odenwalds aus Granodiorit besteht. Dieser Pluton, der im Unterkarbon vor etwa 333 bis 329 Mio. Jahren mit der variszischen Gebirgsbildung entstand, ist noch im alten Steinbruch westlich von Nieder-Liebersbach erschlossen. Bei den Prozessen der Gebirgsbildung rissen in den Gesteinsmassen westlich von Ober-Liebersbach Spalten auf, in welche erzführende Schwerspat- und Quarzlösungen eindrangen und dort auskristallisierten. Durch die Kupfer-, Eisen- und Manganbeimengungen erhielten diese verkieselten Baryte eine gefaltete braun-schwarze Bänderung und sind als Naturdenkmal qualifiziert. Auch durchtrümmerten im nördlichen Teil des Weilers, im Gebiet Kohlplatte, jüngere aplitartige Granite ältere Granodioritbestände.
Vor ca. 45 Mio. Jahren wurde der Barytquarzgang zum Bergrücken, dem Hinkelstein. Ursache waren tektonische Bewegungen, die zur Absenkung des Oberrheingrabens und zu einer Zerklüftung und Zerlegung des Odenwaldes in viele Gebirgsblöcke führten. Zudem förderte das warmfeuchte Tertiär-Klima die Verwitterung und der Liebersbach sowie der Balzenbach zersägten das Bergmassiv. Große Teile des Weschnitzplutons um den widerstandsfähigeren Hinkelstein herum zerfielen zu Grus, die Bäche transportierten den Schutt ab und legten den Härtling frei.

## Geschichte

### Von den Anfängen bis zum 18. Jahrhundert
Obwohl der Fund von fünf jungsteinzeitlichen Steinbeilen bei Nieder- und Ober-Liebersbach auf Wohnstätten hinweist, kann für die folgenden 2000 Jahre bis zur fränkischen Zeit eine Besiedlung der Region nicht nachgewiesen werden.
Liebersbach entstand im Gebiet der ehemaligen „Mark Heppenheim“, die einen Verwaltungsbezirk des Frankenreichs bezeichnete. Am 20. Januar 773 schenkte Karl der Große die Stadt Heppenheim nebst dem zugehörigen Bezirk, der ausgedehnten „Mark Heppenheim“, dem Reichskloster Lorsch. Von hier wurde die Urbarmachung und Besiedlung des Gebietes betrieben, dazu gehörte auch das Weschnitztal mit seinen Seitentälern. Der Blütezeit des Klosters Lorsch folgte im 11. und 12. Jahrhundert sein Niedergang. 1232 wurde Lorsch dem Erzbistum Mainz unterstellt. 1461 verpfändet dann Kurmainz diese Besitzungen an die Kurpfalz. Diese wechselte 1556 zum protestantischen Glauben und hob 1564 das Kloster auf.
Die älteste bekannte urkundlichen Hinweise auf die Liebersbach nennen nur einen Ort und unterscheiden nicht zwischen Ober- und Nieder-Liebersbach, noch geben sie Auskunft über die Lage der Höfe. Die früheste urkundliche Erwähnung als Liberesbach stammt aus dem Jahr 877 und befindet sich im Lorscher Codex, einem Besitzverzeichnis des Klosters Lorsch, als Liuthar von Hausen die Villa Liebersbach der Abtei schenkte. Im Jahr 879 bekam Bischof Adelbert von Worms die Villa Liberesbach auf Lebenszeit zum Lehen.
Auf eine unterschiedliche Siedlungsgeschichte deuten allerdings die Flurformen beider Ortschaften hin: Nieder-Liebersbach ist eine nicht planmäßig angelegte Blockgemengenflur-Gemeinde, Ober-Liebersbach dagegen, wie viele Dörfer in den benachbarten Weschnitznebentälern, z. B. Bonsweiher, eine planmäßige Waldhufensiedlung. D. h., die Bauernhöfe lagen in mehr oder weniger regelmäßigen Abständen als „Hufe oder Hube“ innerhalb eines breiten durch die Feldflur parzellierten Ackerland- und Wiesenstreifens.
Die beiden Weiler werden erstmals in einer Urkunde vom 27. Juli 1355 getrennt genannt, nachdem bereits 1232 das Gebiet des Klosters Lorsch an den Kurfürsten von Mainz übergegangen war: Ritter Anselm von Hemmispach (Hemsbach) hatte als Lehnsmann des Erzbischofs von Mainz die bisher getrennten Gebiete Nydern Libirspach und Ober Lybersbach in seinen Besitz genommen. In den folgenden Jahrhunderten verlief die Entwicklung beider Gemeinden Zeitweise unterschiedlich: So waren Teile von Nieder-Liebersbach als Lehen vergeben und gehörten zur „Zent Birkenau“, während der Rest zusammen mit Ober-Liebersbach zur 1508 erstmals erwähnten „Zent Mörlenbach“ gehörten.
1232 unterstellte Kaiser Friedrich II. die Reichsabtei Lorsch dem Erzbistum Mainz und seinem Bischof Siegfried III. von Eppstein zur Reform. Die Benediktiner widersetzten sich der angeordneten Reform und mussten deshalb die Abtei verlassen. Sie wurden durch Zisterzienser aus dem Kloster Eberbach und diese 1248 durch Prämonstratenser aus dem Kloster Allerheiligen ersetzt. Von diesem Zeitpunkt an wurde das Kloster als Propstei weitergeführt.
1267 wird erstmals ein Burggraf auf der Starkenburg (über Heppenheim) genannt, der auch das „Amt Starkenburg“, zu dem Ober-Liebersbach zählte, verwaltete. Als Gericht der „Niederen Gerichtsbarkeit“ und untergeordnete Verwaltungseinheit entwickelte sich die Zent Mörlenbach deren älteste erhalten gebliebene Beschreibungen aus den Jahren 1504 und 1654 stammten, in der Ober-Liebersbach noch nicht erwähnt wurde.
Im Verlauf der für Kurmainz verhängnisvollen Mainzer Stiftsfehde wurde das Amt Starkenburg an Kurpfalz wiedereinlöslich verpfändet und blieb anschließend für 160 Jahre pfälzisch. Pfalzgraf Friedrich ließ sich für seine Unterstützung von Erzbischof Dieter – im durch die Kurfürsten am 19. November 1461 geschlossenen „Weinheimer Bund“ – das „Amt Starkenburg“ verpfänden, wobei Kurmainz das Recht erhielt, das Pfand für 100.000 Pfund wieder einzulösen.
In den Anfängen der Reformation sympathisierten die pfälzischen Herrscher offen mit dem lutherischen Glauben, aber erst unter Ottheinrich (Kurfürst von 1556 bis 1559) erfolgte der offizielle Übergang zur lutherischen Lehre. Danach wechselten seine Nachfolger und gezwungenermaßen auch die Bevölkerung mehrfach zwischen der lutherischen, reformierten und calvinistischen Religion. Als Folge der Reformation hob die Kurpfalz 1564 das Kloster Lorsch auf. Die bestehenden Rechte wie Zehnten, Grundzinsen, Gülten und Gefälle des Klosters Lorsch wurden fortan durch die „Oberschaffnerei Lorsch“ wahrgenommen und verwaltet.
Als im Laufe des Dreißigjährigen Krieges (1618–1648) spanische Truppen der „Katholischen Liga“ die Region eroberten, wurde 1623 die Kurmainzer Herrschaft wieder hergestellt. Dadurch wurde die durch die Pfalzgrafen eingeführte Reformation weitgehend wieder rückgängig gemacht und die Bevölkerung musste wieder zum katholischen Glauben zurückkehren. Zwar zogen sich die spanischen Truppen nach 10 Jahren vor den anrückenden Schweden zurück aber nach der katastrophalen Niederlage der Evangelischen in der Nördlingen 1634 verließen auch die Schweden die Bergstraße und mit dem Schwedisch-Französischen Krieg begann ab 1635 das blutigste Kapitel des Dreißigjährigen Krieges. Aus der Region berichten die Chronisten aus jener Zeit: „Pest und Hunger wüten im Land und dezimieren die Bevölkerung, sodass die Dörfer öfters völlig leer stehen“. Mit dem Westfälischen Frieden von 1648 wurde die Einlösung der Pfandschaft endgültig festgeschrieben.
Vom Zehnten fallen 1654 2/3 an die Kellerei des Amtes Starkenburg in Heppenheim und 1/3 an das Kloster Lorsch.
Im Jahr 1682 gehörte Ober-Liebersbach zur Pfarrei in Mörlenbach.
Als es 1782 zu einer Umstrukturierung im Bereich des Kurmainzer Amtes Starkenburg kam, wurde der Bereich des Amtes in die vier untergeordnete Amtsvogteien Heppenheim, Bensheim, Lorsch und Fürth aufgeteilt und das Amt in Oberamt umbenannt.
Die Zente Abtsteinach, Fürth und Mörlenbach, in der Ober-Liebersbach lag, wurden der Amtsvogtei Fürth unterstellt und musste ihre Befugnisse weitgehend abgeben. Zwar blieb die Zentordnung mit dem Zentschultheiß formal bestehen, dieser konnte jedoch nur noch die Anordnungen der übergeordneten Behörden (Oberamt Starkenburg, Unteramt Fürth) ausführen. Das „Oberamt Starkenburg“ gehörte verwaltungsmäßig zum „Unteren Erzstift“ des Kurfürstentums Mainz.

### Vom 19. Jahrhundert bis heute

#### Ober-Liebersbach wird hessisch
Das ausgehende 18. und beginnende 19. Jahrhundert brachte Europa weitreichende Änderungen. Als Folge der Napoleonischen Kriege wurde bereits 1797 das „Linke Rheinufer“ und damit der linksrheinische Teil von Kurmainz durch Frankreich annektiert. In seiner letzten Sitzung verabschiedete im Februar 1803 der Immerwährende Reichstag in Regensburg den Reichsdeputationshauptschluss, der die Bestimmungen des Friedens von Luneville umsetzte, und die territorialen Verhältnisse im Heiligen Römischen Reich (Deutscher Nation) neu regelte. Dabei erhielt die Landgrafschaft Hessen-Darmstadt, als Ausgleich für verlorene rechtsrheinische Gebiete, unter anderem Teile der aufgelösten Fürstentümer Kurmainz, Kurpfalz und des Worms zugesprochen. Auch das Oberamt Starkenburg und mit ihm Ober-Liebersbach kam an Hessen-Darmstadt. Dort wurde die „Amtsvogtei Fürth“ vorerst als hessisches Amt weitergeführt während das Oberamt Starkenburg 1805 aufgelöst wurde.
Die übergeordnete Verwaltungsbehörde war der „Regierungsbezirk Darmstadt“ der ab 1803 auch als „Fürstentum Starkenburg“ bezeichnet wurde.
In der Landgrafschaft Hessen-Darmstadt wurde mit Ausführungsverordnung vom 9. Dezember 1803 das Gerichtswesen neu organisiert. Für das Fürstentum Starkenburg wurde das „Hofgericht Darmstadt“ als Gericht der zweiten Instanz eingerichtet. Die Rechtsprechung der ersten Instanz wurde durch die Ämter bzw. Standesherren vorgenommen. Das Hofgericht war für normale bürgerliche Streitsachen Gericht der zweiten Instanz, für standesherrliche Familienrechtssachen und Kriminalfälle die erste Instanz. Übergeordnet war das Oberappellationsgericht Darmstadt. Damit hatten die Zente und die mit ihnen verbundenen Zentgerichte endgültig ihre Funktion eingebüßt.
Unter Druck Napoléons gründete sich 1806 der Rheinbund, dies geschah mit dem gleichzeitigen Reichsaustritt der Mitgliedsterritorien.
Dies führte am 6. August 1806 zur Niederlegung der Reichskrone, womit das alte Reich aufhörte zu bestehen.
Am 14. August 1806 erhob Napoleon die Landgrafschaft Hessen-Darmstadt, gegen den Beitritt zum Rheinbund und Stellung hoher Militärkontingente an Frankreich, zum Großherzogtum, andernfalls drohte er mit Invasion.
1812 wurde das ehemals Pfälzische Oberamt Lindenfels aufgelöst und das bereits als Zentort bestehende Wald-Michelbach erhielt eine eigene Amtsvogtei, deren Amtsbereich wurden auch Ober-Liebersbach zugewiesen.
Konrad Dahl berichtet 1812 in seiner Historisch-topographisch-statistische Beschreibung des Fürstenthums Lorsch, oder Kirchengeschichte des Oberrheingaues über Ober-Liebersbach als Ort der „Zent Mörlenbach“:

„Oberliebersbach (Lieberesbach 877) ist ein Weiler von 4 Höfen mit 50 Selen, eine halbe Stunde von Mörlenbach entlegen. In diesem Orte hat die Oberschaffnerei Lorsch ein Drittheil vom Zehenden.“

Nach der endgültigen Niederlage Napoléons regelte der Wiener Kongress 1814/15 auch die territorialen Verhältnisse für Hessen, daraufhin wurden 1816 im Großherzogtum Provinzen gebildet. Dabei wurde das vorher als „Fürstentum Starkenburg“ bezeichnete Gebiet, das aus den südlich des Mains gelegenen alten Hessischen und den ab 1803 hinzugekommenen rechtsrheinischen Territorien bestand, in „Provinz Starkenburg“ umbenannt.
Im Jahr 1814 wurde die Leibeigenschaft im Großherzogtum aufgehoben und es erhielt mit der am 17. Dezember 1820 eingeführten Verfassung des Großherzogtums Hessen eine konstitutionelle Monarchie, in der der Großherzog aber noch große Machtbefugnisse hatte. Die noch bestehenden standesherrlichen Rechte wie Niedere Gerichtsbarkeit, Zehnten, Grundzinsen und andere Gefälle blieben aber noch bis 1848 bestehen.
1821 wurden im Rahmen einer umfassenden Verwaltungsreform die Amtsvogteien in den Provinzen Starkenburg und Oberhessen des Großherzogtum aufgelöst und Landratsbezirke eingeführt, wobei Ober-Liebersbach zum Landratsbezirk Lindenfels kam. Im Rahmen dieser Reform wurden auch Landgerichte geschaffen, die jetzt unabhängig von der Verwaltung waren. Deren Gerichtsbezirke entsprachen in ihrem Umfang den Landratsbezirken. Für den Landratsbezirk Lindenfels war das Landgericht Fürth als Gericht erster Instanz zuständig. Diese Reform ordnete auch die Verwaltung auf Gemeindeebene neu. So war die Bürgermeisterei in Mörlenbach auch für Oberliebersbach, Groß- und Kleinbreitenbach und Untermumbach (heute Nieder-Mumbach) zuständig. Entsprechend der Gemeindeverordnung vom 30. Juni 1821 gab es keine Einsetzungen von Schultheißen mehr, sondern einen gewählten Ortsvorstand, der sich aus Bürgermeister, Beigeordneten und Gemeinderat zusammensetzte.
Die Statistisch-topographisch-historische Beschreibung des Großherzogthums Hessen berichtet 1829 über Ober-Liebersbach:

„Oberliebersbach (L. Bez. Lindenfels) kath. Filialdorf; liegt 3 St. von Lindenfels hat 9 Häuser und 64 kath. Einwohner. – Der Ort kommt 877 schon vor und ist 1802 von Mainz an Hessen gekommen.“

1832 wurden die Verwaltungseinheiten weiter vergrößert und es wurden Kreise geschaffen. Nach der am 20. August 1832 bekanntgegebenen Neugliederung sollte es in Süd-Starkenburg künftig nur noch die Kreise Bensheim und Lindenfels geben; der Landratsbezirk von Heppenheim sollte in den Kreis Bensheim fallen. Noch vor dem Inkrafttreten der Verordnung zum 15. Oktober 1832 wurde diese aber dahingehend revidiert, dass statt des Kreises Lindenfels neben dem Kreis Bensheim der Kreis Heppenheim als zweiter Kreis gebildet wurde, zu dem jetzt Ober-Liebersbach gehörte. 1842 wurde das Steuersystem im Großherzogtum reformiert und der Zehnte und die Grundrenten (Einnahmen aus Grundbesitz) wurden durch ein Steuersystem ersetzt, wie es in den Grundzügen heute noch existiert.
Im Neuestes und gründlichstes alphabetisches Lexicon der sämmtlichen Ortschaften der deutschen Bundesstaaten von 1845 finden sich folgender Eintrag:

„Ober-Liebersbach b. Lindenfels. – Dorf, zur kathol. Pfarrei Mörlenbach gehörig. – 9H. 64 kathol. E. – Großherzogth. Hessen. – Provinz Starkenburg. – Kreis Heppenheim. – Landgericht Fürth. – Hofger. Darmstadt. – Das Dorf Ober-Liebersbach, welches schon im J. 877 vorkommt, ist im J. 1802 von Mainz an Hessen übergegangen.“

Infolge der Märzrevolution 1848 wurden mit dem „Gesetz über die Verhältnisse der Standesherren und adeligen Gerichtsherren“ vom 15. April 1848 die standesherrlichen Sonderrechte endgültig aufgehoben.
Darüber hinaus wurden in den Provinzen, die Kreise und die Landratsbezirke des Großherzogtums am 31. Juli 1848 abgeschafft und durch „Regierungsbezirke“ ersetzt, wobei die bisherigen Kreise Bensheim und Heppenheim zum Regierungsbezirk Heppenheim vereinigt wurden. Bereits vier Jahre später, im Laufe der Reaktionsära, kehrte man aber zur Einteilung in Kreise zurück und Ober-Liebersbach wurde Teil des neu geschaffenen Kreises Lindenfels.
Die im Dezember 1852 aufgenommenen Bevölkerungs- und Katasterlisten ergaben für Ober-Liebersbach: Katholisches Filialdorf mit 54 Einwohnern.
Die Gemarkung besteht aus 790 Morgen, davon 436 Morgen Ackerland, 78 Morgen Wiesen und 251 Morgen Wald.
In den Statistiken des Großherzogtums Hessen werden, bezogen auf Dezember 1867, für das Filialdorf Ober-Liebersbach mit der Bürgermeisterei in Mörlenbach, 5 Häuser, 45 Einwohnern, der Kreis Lindenfels, das Landgericht Fürth, die evangelische Pfarrei Rimbach des Dekanats Lindenfels und die katholische Pfarrei Mörlenbach des Dekanats Heppenheim, angegeben.
1870 provoziert der preußische Ministerpräsident Otto von Bismarck durch die sogenannte Emser Depesche den Deutsch-Französischen Krieg, in dem das Großherzogtum Hessen als Mitglied des Norddeutschen Bundes an der Seite Preußens teilnahm. Noch vor dessen offiziellen Ende am 10. Mai 1871 traten die süddeutschen Staaten dem Norddeutschen Bund bei und am 1. Januar 1871 trat dessen neu Verfassung in Kraft, mit der er sich nun Deutsches Reich nannte.
Auf deutscher Seite forderte dieser Krieg ca. 41.000 Tote. Mit dem Reichsmünzgesetz gab es Deutschland nur noch eine Währung, die Mark mit 100 Pfennigen als Untereinheit.
Nachdem das Großherzogtum Hessen ab 1871 Teil des Deutschen Reiches war, wurden 1874 eine Reihe von Verwaltungsreformen beschlossen. So wurden die landesständige Geschäftsordnung sowie die Verwaltung der Kreise und Provinzen durch Kreis- und Provinzialtage geregelt. Die Neuregelung trat am 12. Juli 1874 in Kraft und verfügte auch die Auflösung der Kreise Lindenfels und Wimpfen und die Wiedereingliederung von Ober-Liebersbach den Kreis Heppenheim.
Die hessischen Provinzen Starkenburg, Rheinhessen und Oberhessen wurden 1937 nach der 1936 erfolgten Auflösung der Provinzial- und Kreistage aufgehoben. Zum 1. November 1938 trat dann eine umfassende Gebietsreform auf Kreisebene in Kraft. In der ehemaligen Provinz Starkenburg war der Kreis Bensheim besonders betroffen, da er aufgelöst und zum größten Teil dem Kreis Heppenheim zugeschlagen wurde. Der Kreis Heppenheim übernahm auch die Rechtsnachfolge des Kreises Bensheim und erhielt den neuen Namen Landkreis Bergstraße.

#### Zeit der Weltkriege
Am 1. August 1914 brach der Erste Weltkrieg aus und setzte im ganzen Deutschen Reich der positiven wirtschaftlichen Entwicklung ein Ende. Als nach der deutschen Niederlage am 11. November 1918 der Waffenstillstand unterschrieben wurde, hatte auch Ober-Liebersbach viele Gefallene zu beklagen, während der Krieg insgesamt rund 17 Millionen Menschenopfer kostete.
Das Ende des Deutschen Kaiserreiches war damit besiegelt, und die unruhigen Zeiten der Weimarer Republik folgten. In der Zeit von 1921 bis 1930 wurden in Deutschland 566.500 Auswanderer gezählt, die versuchten, den schwierigen Verhältnissen in Deutschland zu entfliehen.
Im Jahr 1927 wurde Gemarkungsgröße mit 197,6 ha angegeben.
Am 30. Januar 1933 wurde Adolf Hitler Reichskanzler, was das Ende der Weimarer Republik und den Beginn der Nationalsozialistischen Diktatur bedeutete.
Die hessischen Provinzen Starkenburg, Rheinhessen und Oberhessen wurden 1937 nach der 1936 erfolgten Auflösung der Provinzial- und Kreistage aufgehoben. Zum 1. November 1938 trat dann eine umfassende Gebietsreform auf Kreisebene in Kraft. In der ehemaligen Provinz Starkenburg war der Kreis Bensheim besonders betroffen, da er aufgelöst und zum größten Teil dem Kreis Heppenheim zugeschlagen wurde. Der Kreis Heppenheim übernahm auch die Rechtsnachfolge des Kreises Bensheim und erhielt den neuen Namen Landkreis Bergstraße.
Am 1. September 1939 begann mit dem Einmarsch deutscher Truppen in Polen der Zweite Weltkrieg, der in seinen Auswirkungen noch weit dramatischer war als der Erste Weltkrieg und dessen Opferzahl auf 60 bis 70 Millionen Menschen geschätzt werden.
In der Endphase des Zweiten Weltkrieges in Europa erreichen die amerikanischen Verbände Mitte März 1945 den Rhein zwischen Mainz und Mannheim. Am 22. März überquerte die 3. US-Armee bei Oppenheim den Rhein und besetzte am 25. März Darmstadt. In den ersten Stunden des 26. März 1945 überquerten amerikanische Einheiten bei Hamm und südlich von Worms den Rhein von wo sie auf breiter Front gegen die Bergstraße vorrücken. Am 27. März standen die amerikanischen Truppen in Lorsch, Bensheim und Heppenheim und einen Tag später waren Aschaffenburg am Main sowie der westliche und nördlichen Teil des Odenwaldes besetzt. Der Krieg in Europa endete mit der bedingungslosen Kapitulation aller deutschen Truppen, die am 8. Mai 1945 um 23:01 Uhr mitteleuropäischer Zeit in Kraft trat.
Das Großherzogtum Hessen war von 1815 bis 1866 ein Mitgliedsstaat des Deutschen Bundes und danach ein Bundesstaat des Deutschen Reiches. Es bestand bis 1919, nach dem Ersten Weltkrieg wurde das Großherzogtum zum republikanisch verfassten Volksstaat Hessen. 1945 nach Ende des Zweiten Weltkriegs befand sich das Gebiet des heutigen Hessen in der amerikanischen Besatzungszone und durch Weisung der Militärregierung entstand Groß-Hessen, aus dem das Bundesland Hessen in seinen heutigen Grenzen hervorging.

#### Nachkriegszeit und Gegenwart
Wie die Einwohnerzahlen von 1939 und 1946 zeigen hatte auch Ober-Liebersbach nach dem Krieg viele Flüchtlinge und Vertriebene aus den ehemaligen deutschen Ostgebieten zu verkraften.
Im Jahr 1961 wurde die Gemarkungsgröße mit 183 ha angegeben, davon waren 27 ha Wald.
Im Zug der Gebietsreform in Hessen wurde am 31. Dezember 1970 die bis dahin selbstständige Gemeinde Ober-Liebersbach zusammen mit den Gemeinden Ober-Mumbach und Vöckelsbach auf freiwilliger Basis in der Gemeinde Mörlenbach eingemeindet. Für Ober-Liebersbach und die anderen ehemaligen Gemeinden von Mörlenbach wurden Ortsbezirke mit Ortsbeirat und Ortsvorsteher nach der Hessischen Gemeindeordnung eingerichtet.

### Gerichte in Hessen
Die Gerichtsbarkeit ging 1813 an das neue Justizamt in Fürth über. Mit Bildung der Landgerichte im Großherzogtum Hessen war ab 1821 das Landgericht Fürth das Gericht erster Instanz. Anlässlich der Einführung des Gerichtsverfassungsgesetzes mit Wirkung vom 1. Oktober 1879, infolge derer die bisherigen großherzoglich hessischen Landgerichte durch Amtsgerichte an gleicher Stelle ersetzt wurden, während die neu geschaffenen Landgerichte nun als Obergerichte fungierten, kam es zur Umbenennung in Amtsgericht Fürth und Zuteilung zum Bezirk des Landgerichts Darmstadt.

### Verwaltungsgeschichte im Überblick
Die folgende Liste zeigt die Staaten und Verwaltungseinheiten, denen Ober-Liebersbach angehört(e):
- vor 1782: Heiliges Römisches Reich, Kurfürstentum Mainz, Amt Starkenburg (1461–1650 an Kurpfalz verpfändet), Zent Mörlenbach
- ab 1782: Heiliges Römisches Reich, Kurfürstentum Mainz, Unteres Erzstift, Oberamt Starkenburg, Amtsvogtei Fürth
- ab 1803: Heiliges Römisches Reich, Landgrafschaft Hessen-Darmstadt,[Anm. 2] Fürstentum Starkenburg, Amt Fürth
- ab 1806: Großherzogtum Hessen,[Anm. 3] Fürstentum Starkenburg, Amt Fürth
- ab 1812: Großherzogtum Hessen, Fürstentum Starkenburg, Amt Waldmichelbach
- ab 1815: Großherzogtum Hessen[Anm. 4], Provinz Starkenburg, Amt Waldmichelbach
- ab 1821: Deutscher Bund, Großherzogtum Hessen, Provinz Starkenburg, Landratsbezirk Lindenfels[Anm. 5]
- ab 1832: Großherzogtum Hessen, Provinz Starkenburg, Kreis Lindenfels
- ab 1848: Großherzogtum Hessen, Regierungsbezirk Heppenheim
- ab 1852: Großherzogtum Hessen, Provinz Starkenburg, Kreis Lindenfels
- ab 1874: Großherzogtum Hessen, Provinz Starkenburg, Kreis Heppenheim
- ab 1871: Deutsches Reich,[Anm. 6] Großherzogtum Hessen, Provinz Starkenburg, Kreis Heppenheim
- ab 1918: Deutsches Reich, Volksstaat Hessen,[Anm. 7] Provinz Starkenburg, Kreis Heppenheim
- ab 1938: Deutsches Reich, Volksstaat Hessen, Landkreis Bergstraße[34][Anm. 8]
- ab 1945: Amerikanische Besatzungszone,[Anm. 9] Groß-Hessen, Regierungsbezirk Darmstadt, Landkreis Bergstraße
- ab 1946: Amerikanische Besatzungszone, Land Hessen, Regierungsbezirk Darmstadt, Landkreis Bergstraße
- ab 1949: Bundesrepublik Deutschland, Land Hessen, Regierungsbezirk Darmstadt, Landkreis Bergstraße
- ab 1971: Bundesrepublik Deutschland, Land Hessen, Regierungsbezirk Darmstadt, Landkreis Bergstraße, Gemeinde Mörlenbach[Anm. 10]

## Bevölkerung

### Einwohnerstruktur 2011
Nach den Erhebungen des Zensus 2011 lebten am Stichtag dem 9. Mai 2011 in Ober-Liebersbach 123 Einwohner. Darunter waren 3 (2,4 %) Ausländer.
Nach dem Lebensalter waren 15 Einwohner unter 18 Jahren, 63 waren zwischen 18 und 49, 39 zwischen 50 und 64 und 9 Einwohner waren älter.
Die Einwohner lebten in 63 Haushalten. Davon waren 27 Singlehaushalte, 15 Paare ohne Kinder und 21 Paare mit Kindern, sowie keine Alleinerziehende und 3 Wohngemeinschaften. In 87 Haushalten lebten ausschließlich Senioren und in 288 Haushaltungen leben keine Senioren.
Im Jahr  1961 wurden 18 evangelische  (32,14 %) und 33 katholische (48,83 %) Christen gezählt.

### Einwohnerentwicklung
Die Besiedlung Ober-Liebersbachs entwickelte sich nur langsam und geht im 19. Jahrhundert sogar stark zurück. Von vier Hubengüter im Jahr 1654, über sieben Häuser mit 70 Einwohnern 1885 und 10 Häuser mit 56 Einwohnern 1961, verdoppelte sich erst die Einwohnerzahl mit der Erschließung neuer Wohngebiete.
| Ober-Liebersbach: Einwohnerzahlen von 1829 bis 2022 | Ober-Liebersbach: Einwohnerzahlen von 1829 bis 2022 | Ober-Liebersbach: Einwohnerzahlen von 1829 bis 2022 | Ober-Liebersbach: Einwohnerzahlen von 1829 bis 2022 | Ober-Liebersbach: Einwohnerzahlen von 1829 bis 2022 |
| --- | --------------------------------------------------- | --------------------------------------------------- | --------------------------------------------------- | --------------------------------------------------- |
| Jahr |                                                     |                                                     |                                                     | Einwohner                                           |
| 1829 | 1829                                                |                                                     | 64                                                  | 64                                                  |
| 1834 | 1834                                                |                                                     | 79                                                  | 79                                                  |
| 1840 | 1840                                                |                                                     | 89                                                  | 89                                                  |
| 1846 | 1846                                                |                                                     | 89                                                  | 89                                                  |
| 1852 | 1852                                                |                                                     | 54                                                  | 54                                                  |
| 1858 | 1858                                                |                                                     | 63                                                  | 63                                                  |
| 1864 | 1864                                                |                                                     | 46                                                  | 46                                                  |
| 1871 | 1871                                                |                                                     | 42                                                  | 42                                                  |
| 1875 | 1875                                                |                                                     | 57                                                  | 57                                                  |
| 1885 | 1885                                                |                                                     | 70                                                  | 70                                                  |
| 1895 | 1895                                                |                                                     | 55                                                  | 55                                                  |
| 1905 | 1905                                                |                                                     | 52                                                  | 52                                                  |
| 1910 | 1910                                                |                                                     | 61                                                  | 61                                                  |
| 1925 | 1925                                                |                                                     | 59                                                  | 59                                                  |
| 1939 | 1939                                                |                                                     | 47                                                  | 47                                                  |
| 1946 | 1946                                                |                                                     | 84                                                  | 84                                                  |
| 1950 | 1950                                                |                                                     | 58                                                  | 58                                                  |
| 1956 | 1956                                                |                                                     | 54                                                  | 54                                                  |
| 1961 | 1961                                                |                                                     | 56                                                  | 56                                                  |
| 1967 | 1967                                                |                                                     | 57                                                  | 57                                                  |
| 1970 | 1970                                                |                                                     | 57                                                  | 57                                                  |
| 1980 | 1980                                                |                                                     | ?                                                   | ?                                                   |
| 1990 | 1990                                                |                                                     | ?                                                   | ?                                                   |
| 2000 | 2000                                                |                                                     | ?                                                   | ?                                                   |
| 2011 | 2011                                                |                                                     | 126                                                 | 126                                                 |
| 2015 | 2015                                                |                                                     | 134                                                 | 134                                                 |
| 2019 | 2019                                                |                                                     | 132                                                 | 132                                                 |
| 2022 | 2022                                                |                                                     | 129                                                 | 129                                                 |
| Datenquelle: Historisches Gemeindeverzeichnis für Hessen: Die Bevölkerung der Gemeinden 1834 bis 1967. Wiesbaden: Hessisches Statistisches Landesamt, 1968. Weitere Quellen: LAGIS; nach 1970 Gemeinde Mörlenbach; Zensus 2011 |                                                     |                                                     |                                                     |                                                     |

## Verkehr und Infrastruktur
Ober-Liebersbach wird für den überörtlichen Verkehr durch die Kreisstraße K 11 erschlossen, die von Birkenau und Nieder-Liebersbach im Süden kommend, sich hinter Ober-Liebersbach nach Osten wendet und zwischen Bonsweiher und Mörlenbach-Mitte in die Landesstraße L 3120 einmündet. Südlich von Nieder-Liebersbach ist die Kreisstraße angeschlossen an die Bundesstraße 38, und zwar kurz vor dem Ostportal des Saukopftunnels, der eine schnelle Verbindung nach Weinheim und den anderen Städten der Metropolregion Rhein-Neckar (Heidelberg, Mannheim, Ludwigshafen) bietet.
Wanderwege
- Markierte Wege ausgehend vom Parkplatz Ebertsklingen (s. auch Wander- und Radkarte Nr. 8 des Naturparks Bergstraße-Odenwald: Bergstraße-Weschnitztal)
- Wald- und Höhenwege zur Juhöhe